# Баптистская конвенция Анголы
Баптистская конвенция Анголы (англ. Baptist Convention of Angola, порт. Convenção Baptista de Angola) — баптистская христианская конфессия в Анголе, входит в состав Всемирного баптистского альянса. Штаб-квартира находится в Луанде.

## Основание
Баптистская конвенция Анголы берет свое начало в португальской миссии в 1927 и 1929 годах. Официально конвенция было основано в 1940 году. 

## Гражданская война
После окончания войны за независимость Анголы в 1975 году в работе конвента наступил период застоя из-за гражданской войны, которая длилась следующие три десятилетия. Отчасти этот застой был обусловлен вынужденным отъездом из страны миссионерских сил из Америки, Португалии, Дании и Бразилии, которые до этого момента руководили свидетельствованием среди баптистских церквей. В результате нехватки подготовленных местных кадров (ни один пастор-баптист из Анголы не имел формального образования в области теологии или пасторского дела) для проведения евангелизации, в период с 1970 по конец 1980 года численность конфессии не превышала 27 церквей. 

## Библейский институт
Ситуация начала меняться в середине 1980-х годов с возвращением в Анголу американских и бразильских миссионеров и последующим созданием Передвижного библейского института (англ. Mobile Bible Institute) под руководством пастора-миссионера Кертиса Диксона (Curtis Dixon). Этот передвижной библейский институт сыграл важную роль в пробуждении профессионального служения среди ангольцев и подготовке лидеров, которые стали евангелистами и пасторами в годы после 1990 года. 

## Семинарии
Баптистская конвенция Анголы содержит две теологические семинарии в провинциях Луанда и Уамбо. 

## Статистика
Согласно переписи, опубликованной церковью в 2023 году, она насчитывала 379 церквей и 37 500 членов.